# Чедвик, Элизабет
Эли́забет Че́двик (англ. Elizabeth Chadwick; род. 1957, Бери, Большой Манчестер, Англия, Великобритания)  — английская писательница, работающая в жанре исторического любовного романа.

## Биография
Элизабет Чедвик родилась в 1957 году в Великобритании, в городе Бери, в графстве Большой Манчестер, в Ланкашире. В возрасте 4 лет переехала с семьёй в Шотландию и провела своё детство в небольшой деревне около Глазго. В возрасте 10 лет переехала в Ноттингем, где проживает до сих пор (в настоящее время — со своим мужем Роджером и двумя сыновьями).
Элизабет Чедвик с детских лет любила рассказывать истории, а писать начала в возрасте 15 лет. Первый роман Чедвик был в жанре исторического любовного романа о Святой Земле, о Крестовых походах XII века,  что привело писательницу к осознанию того, чем она хотела бы продолжать заниматься в своей писательской деятельности.  Первый роман Элизабет Чедвик — «Любовь по расчёту» («Дикая охота») (англ. The Wild Hunt) — был опубликован в  1989 году, а через год удостоен Премии Бетти Траск, которую писательнице вручил принц Чарльз.
В 1995 году кинокомпания «Коламбия Пикчерс» поставила художественный кинофильм «Первый рыцарь» режиссёра Дж. Цукера с артистами Ш. Коннери, Р. Гиром и Дж. Ормонд в главных ролях. Вскоре Элизабет Чедвик адаптировала сценарий фильма в книгу.
Элизабет Чедвик известна своими обширными исследованиями Средневековья — в частности,  семей Маршалов и Биго, а дилогия об  Уильяме (Вильгельме) Маршале — «Величайший рыцарь» (англ. The Greatest Knight) и «Алый Лев» (англ. The Scarlet Lion) — принесла писательнице международную известность.
В 2011 году Элизабет  Чедвик  удостоена ещё одной престижной международной литературной премии  — Romantic Novelists’ Award — за роман «Отвергнуть короля» (англ. To Defy A King).
Элизабет Чедвик является членом международной организации «Regia Anglorum», занимающейся исторической реконструкцией Средневековья.
Книги писательницы переведены на 16 языков мира, изданы тиражом 9 млн экз., 15 лет возглавляют списки бестселлеров.  На русском языке некоторые книги Элизабет Чедвик опубликованы в российских издательствах «Русич» (г. Смоленск), «Рипол-классик», «АСТ», «Азбука».

## Награды, номинации
Награды:
- 1990  — Премия Бетти Траск (за роман «Дикая охота» («Любовь по расчёту») (англ. The Wild Hunt, 1989 (1990))
- 2011  — премия Romantic Novelists’ Award (за роман «Отвергнуть короля») (англ. To Defy A King, 2010)

Номинации:
Номинации на премию Romantic Novelists’ Award: 
- 1998  — The Champion (Победитель, или В плену любви)
- 2001  — The Lords of the White Castle (Лорды Белого замка)
- 2002  — The Winter Mantle (Зимняя мантия)
- 2003  — The Falcons of Montabard (Соколы Монтабара)
- Роман «Алый Лев» (англ. The Scarlet Lion) был номинирован основателем общества исторического романа  «Historical Novel Society»  Ричардом Ли как один из десяти лучших исторических романов последнего десятилетия.